# Harry von Meter
Harry von Meter va néixer el 29 de març de 1871, fou un actor cinematogràfic de l'època del cinema mut, ja que no es va adaptar a l'arribada del cinema sonor. Va defallir el 2 de juny de 1956.
Nascut a Malta Bend (Missouri), va signar contracte amb la productora cinematogràfica Thanhouser Company, que es trobava a la ciutat de Nova York (1912), més endavant, es va passar a American Film Studios un o dos anys més tard. En total va actuar en uns 200 films fins a 1929.
Harry von Meter va morir el 1956 a Sawtelle, una ciutat de Los Ángeles al comtat de Califòrnia

## Filmografia
1912
- Maud Muller
- The Power of Melody
- The Half-Breed's Way
- The Belle of Bar.Z Ranch
- The Bandit of Tropico

1913
- Rose of San Juan
- The Haunted House
- The Idol of Bonanza Camp
- The Oath of Pierre
- The Proof of the Man
- The Snake
- A Forest Romance
- For the Peace of Bear Valley
- Justice of the Wild
- In the Mountains of Virginia
- Calamity Anne's Dream
- At Midnight
- The Occult
- American Born
- Trapped in a Forest Fire
- Personal Magnetism

1914
- Destinies Fulfilled
- The Power of Light
- The Son of Thomas Gray
- A Blowout at Santa Banana
- True Western Hearts
- The Cricket on the Hearth
- The Crucible
- The Call of the Traumerei
- A Story of Little Italy
- The Coming of the Padres
- The Certainty of Man
- A Happy Coersion
- The Last Supper
- The Widow's Investment
- David Gray's Estate
- The Story of the Olive
- The Navy Aviator
- Beyond the City
- The Lost Sermon
- Metamorphosis
- Sparrow of the Circus
- The Unmasking
- Nature's Touch
- The Cameo of the Yellowstone
- Feast and Famine
- A Man's Way
- Business Versus Love
- Does It End Right?
- The Trap
- Their Worldly Goods
- The Aftermath
- Break, Break, Break
- The Cocoon and the Butterfly
- His Faith in Humanity
- Billy's Rival
- Jail Birds
- In the Open
- Sweet and Low
- Sir Galahad of Twilight
- Redbird Wins
- Old Enough to Be Her Grandpa
- In the Candlelight
- The Strength o' Ten
- The Sower Reaps

1915
- The Unseen Vengeance
- A Golden Rainbow
- The Black Ghost Bandit
- The Legend Beautiful
- Refining Fires
- Coals of Fire
- The Law of the Wilds
- A Heart of Gold
- The Wily Chaperon
- In the Twilight
- She Never Knew
- Heart of Flame
- The Echo
- The Two Sentences
- Competition
- In the Heart of the Woods .... Ben Morgan
- In the Sunlight
- A Touch of Love
- She Walketh Alone
- The Poet of the Peaks
- When Empty Hearts Are Filled
- The Altar of Ambition
- At the Edge of Things
- The Right to Happiness
- A Woman Scorned
- The Honor of the District Attorney
- After the Storm
- The Great Question
- Pardoned
- The End of the Road
- The Buzzard's Shadow

1916
- The Other Side of the Door
- The Secret Wire
- The Gamble
- The Man in the Sombrero
- The Broken Cross
- The White Rosette ... Baró Edward/Pierpont Carewe
- Lillo of the Sulu Seas
- True Nobility .... Lord Devlin
- April .... Tim Fagan
- The Release of Dan Forbes
- The Abandonment .... Benson Heath
- The Fate of the Dolphin
- Dust .... John D. Moore
- Youth's Endearing Charm .... John Disbrow
- Dulcie's Adventure .... Jonas
- The Undertow .... John Morden
- The Love Hermit .... James Bolton
- Lone Star .... John Mattes

1917
- Beloved Rogues .... Andrews
- My Fighting Gentleman .... Jutge Pembroke
- Whose Wife? .... Claude Varden
- Captain Kiddo .... Mr. Cross
- Princess Virtue .... Comte Oudoff

1918
- A Man's Man .... Ricardo Ruey
- Broadway Love .... Jack Chalvey
- The Kaiser, the Beast of Berlin .... Capt. von Hancke
- The Lion's Claws .... Capt. Bogart
- Midnight Madness (como Harry Van Meter) .... Aaron Molitor
- The Dream Lady .... James Mattison
- His Birthright .... Adm. von Krug
- The Lure of Luxury .... Philip Leswing
- The Man of Bronze .... Trovio Valdez
- The Cabaret Girl (como Harry Van Meter) .... Balvini

1919
- The Day She Paid (como Harry Van Meter) .... Leon Kessler
- A Gun Fightin' Gentleman (como Harry Meter) .... Conde de Jollywell
- A Man's Fight .... Jarvis
- The Challenge of Chance (como Harry Van Meter) .... El Capitán
- A Rogue's Romance (como Harry Van Meter) .... Leon Voliere
- The Girl with No Regrets .... Geralld Marbury

Dècada 1920
- The Lone Hand (1920) (como Harry Von Meter) .... Joe Rollins
- Dollar for Dollar (1920) (como Harry Van Meter) .... Victor Mordant
- The Cheater (1920) (como Harry Van Meter) .... Bill Tozeer
- Alias Miss Dodd (1920) (como Harry Van Meter) .... Jerry Dodd
- Under Crimson Skies (1920) (como Harry van Meter) .... Vance Clayton
- The Unfortunate Sex (1920) (como Harry Van Meter) .... James Harrington
- Dangerous Love (1920) .... Gerald Lorimer
- Reputation (1921) (como Harry Van Meter) .... Monty Edwards
- The Beautiful Gambler (1921) (como Harry Van Meter) .... Lee Kirk
- The Heart of the North (1921) .... De Brac
- A Guilty Conscience (1921) (como Harry Van Meteer) .... Vincent Chalmers
- Life's Greatest Question (1921) (como Harry Van Meter) .... Julio Cumberland
- When Romance Rides (1922) .... Bill Cordts
- Putting It Over (1922) (como Harry Van Meter) .... Mark Durkham
- Wildcat Jordan (1922) (como Harry Van Meter) .... Roger Gale
- My Dad (1922) .... The Factor
- The Broadway Madonna (1922) (como Harry Van Meter) .... Dr. Kramer
- Speed King (1923) .... Randolph D'Henri
- Nobody's Bride (1923) .... Morgan
- A Man's Man (1923) .... Ricardo Ruey
- Nuestra Señora de París (1923) (como Harry Van Meter) .... Monseñor Neufchatel
- The Breathless Moment (1924) (como Harry Van Meter) .... Tricks Kennedy
- Sagebrush Gospel (1924) .... Linyard Lawton
- Great Diamond Mystery (1924) .... Murdock
- The Cloud Rider (1925) .... Juan Lascelles
- The Texas Bearcat (1925) .... John Crawford
- Triple Action (1925) .... Eric Prang
- The Flying Mail (1926) (como Harry Van Meter) .... Bart Sheldon
- Kid Boots (1926) (como Harry Van Meter) .... Abogado de Eleanor
- Hour of Reckoning (1927)
- Border Romance (1929) .... Capitán de Rurales